# Lijst van personen overleden in oktober 2021
Dit is een lijst van bekende personen die zijn overleden in oktober 2021.

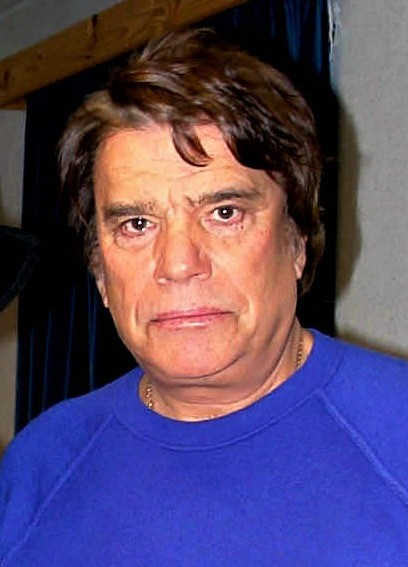
Bernard Tapie
3 oktober

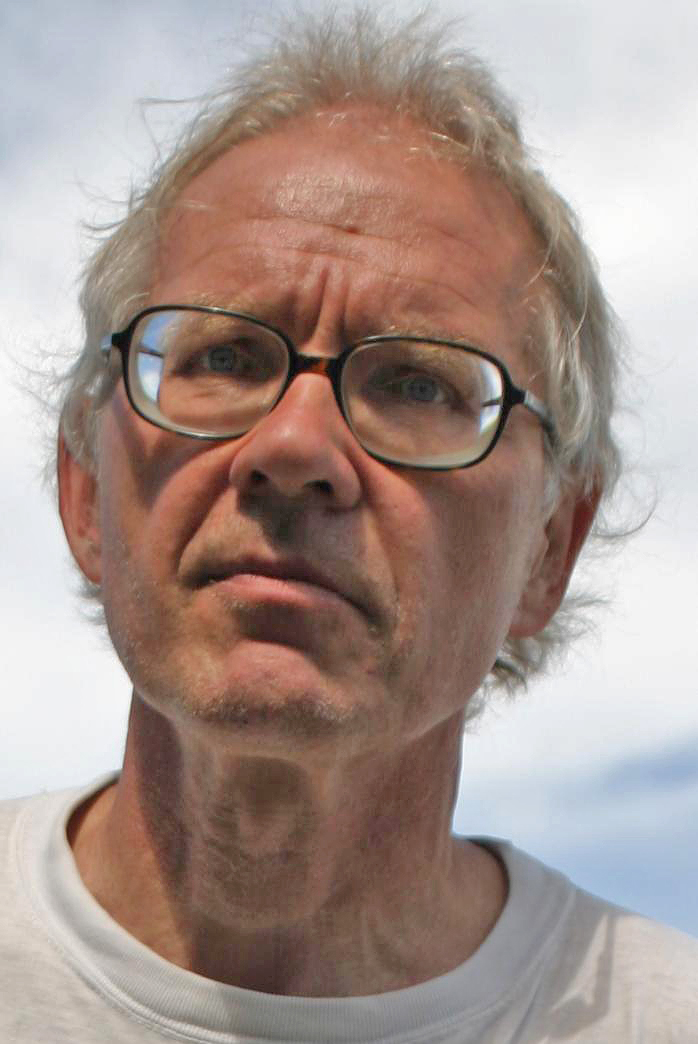
Lars Vilks
3 oktober

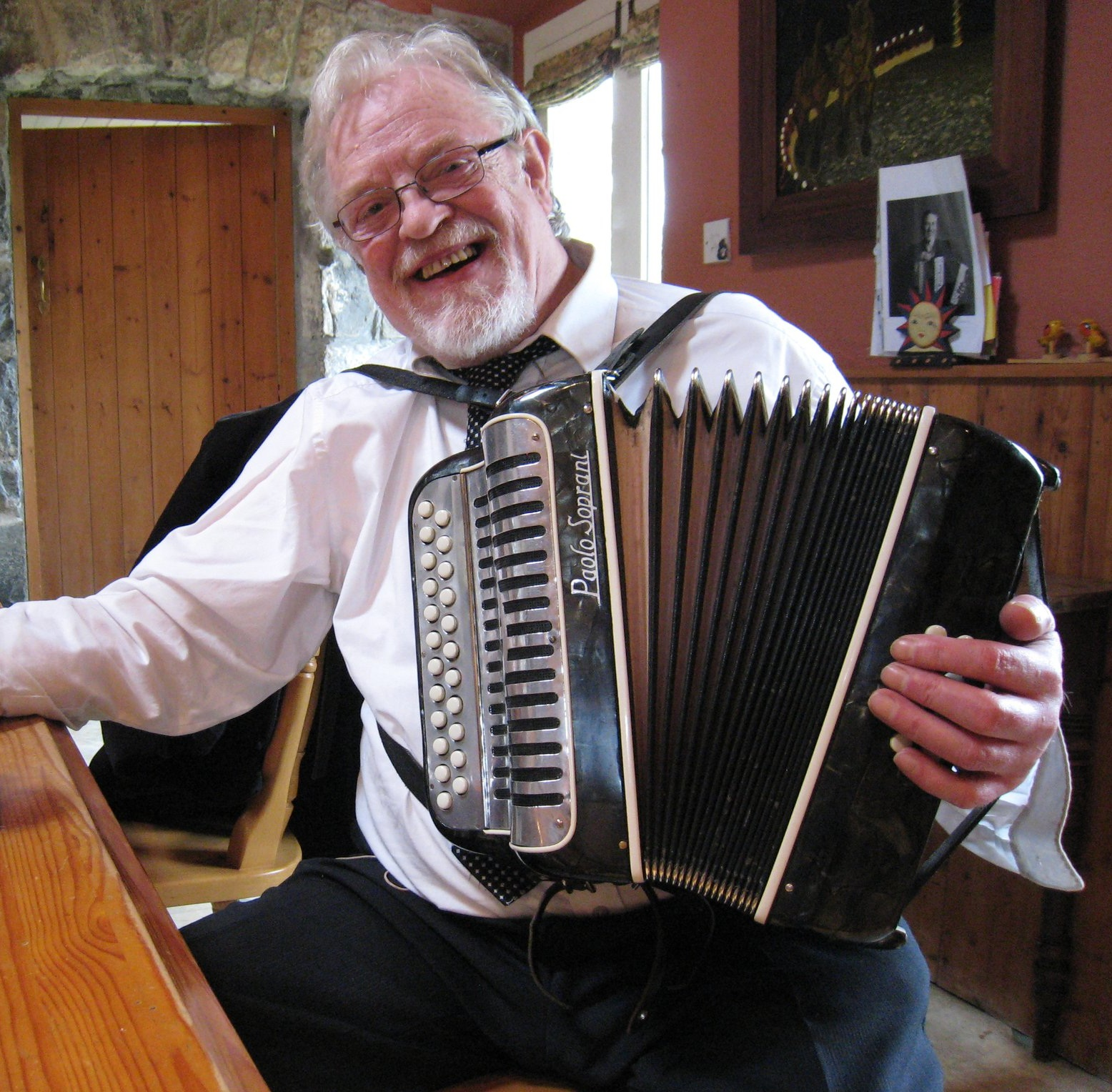
Tony MacMahon
8 oktober

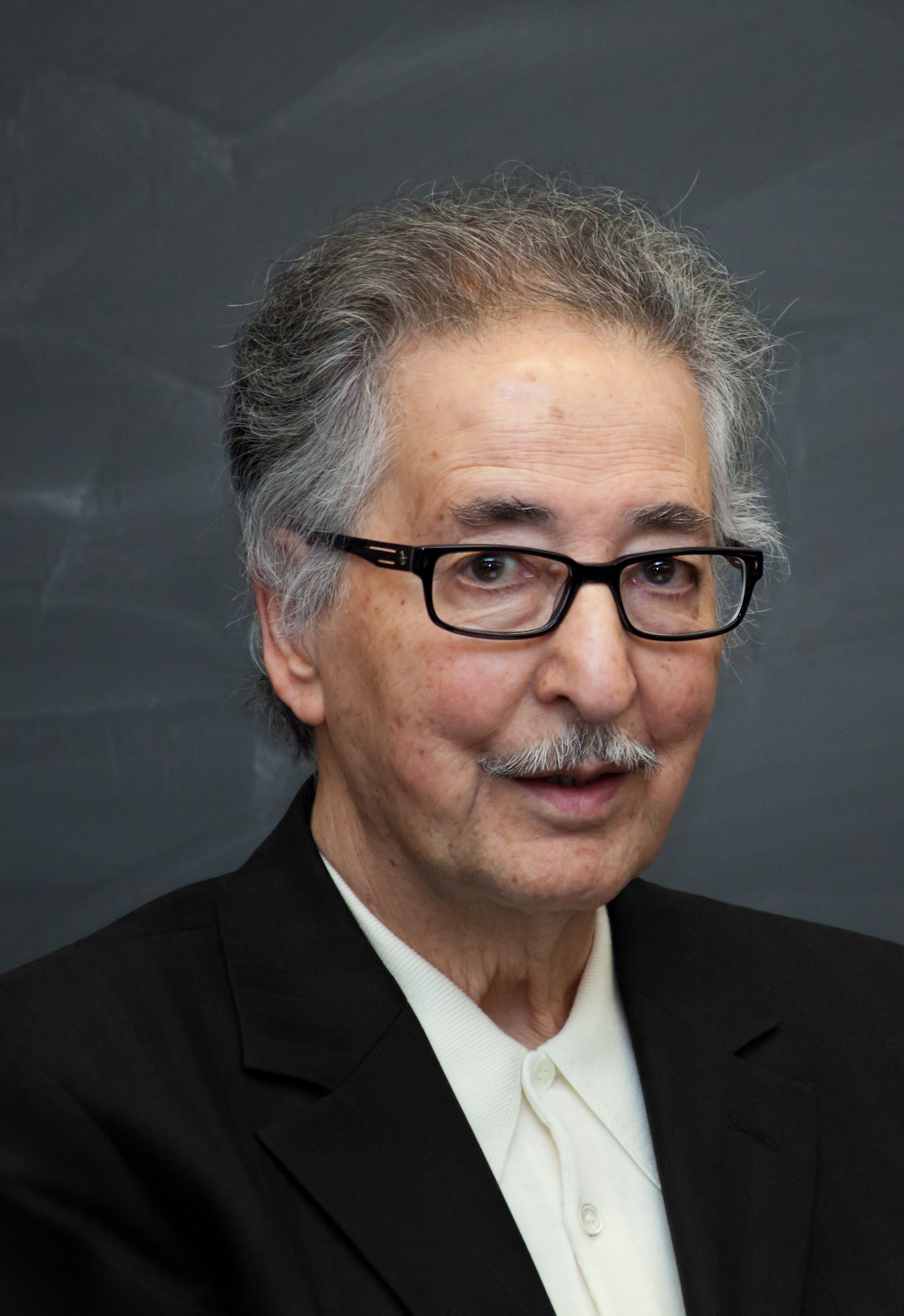
Abolhassan Bani Sadr
9 oktober

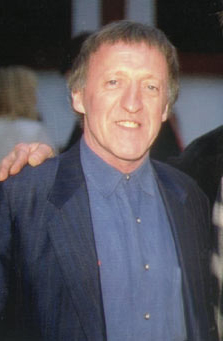
Paddy Moloney
12 oktober

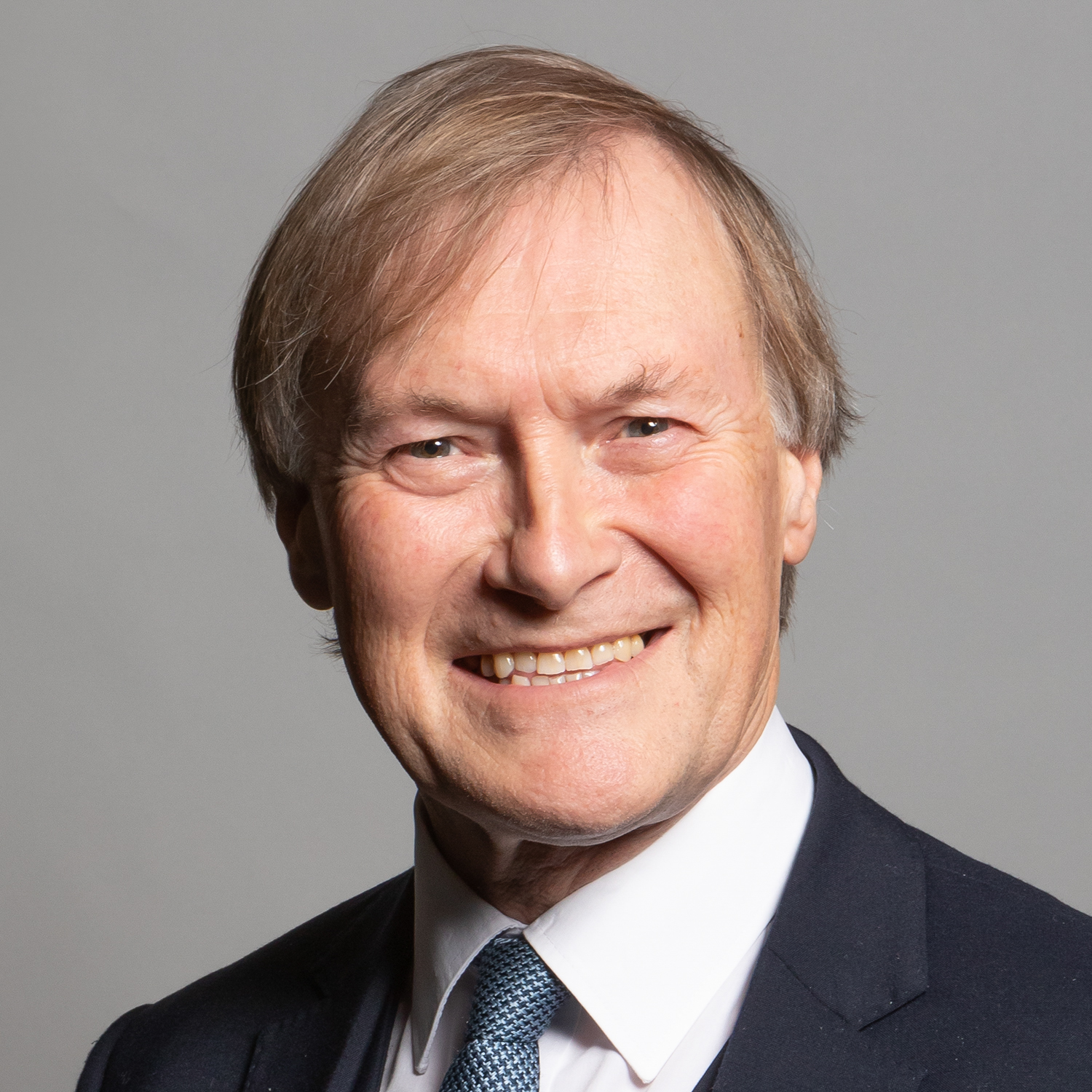
David Amess
15 oktober

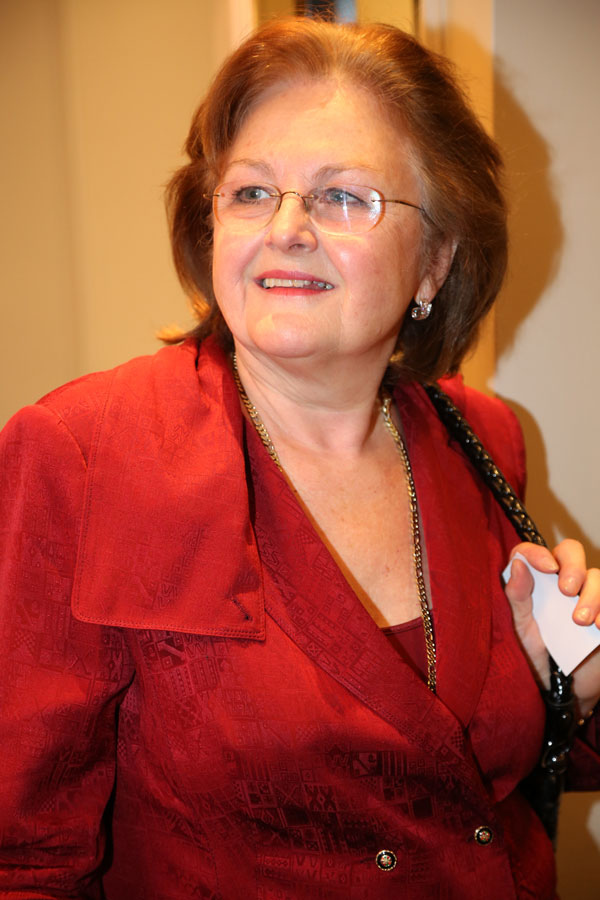
Edita Gruberová
18 oktober

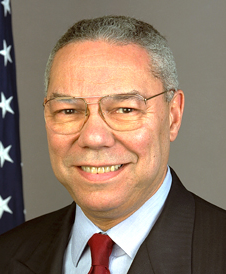
Colin Powell
18 oktober

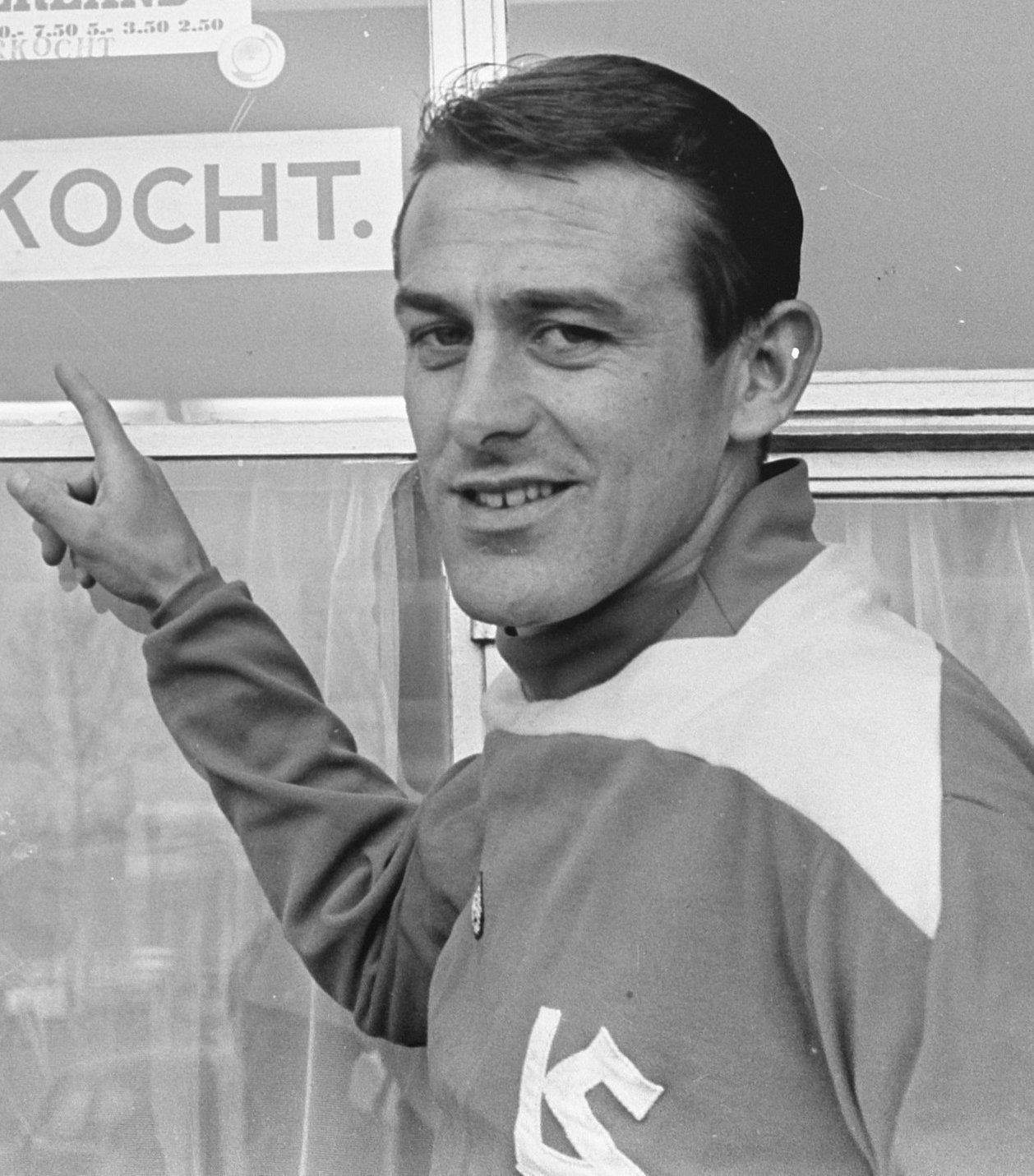
Pierre Kerkhoffs
19 oktober

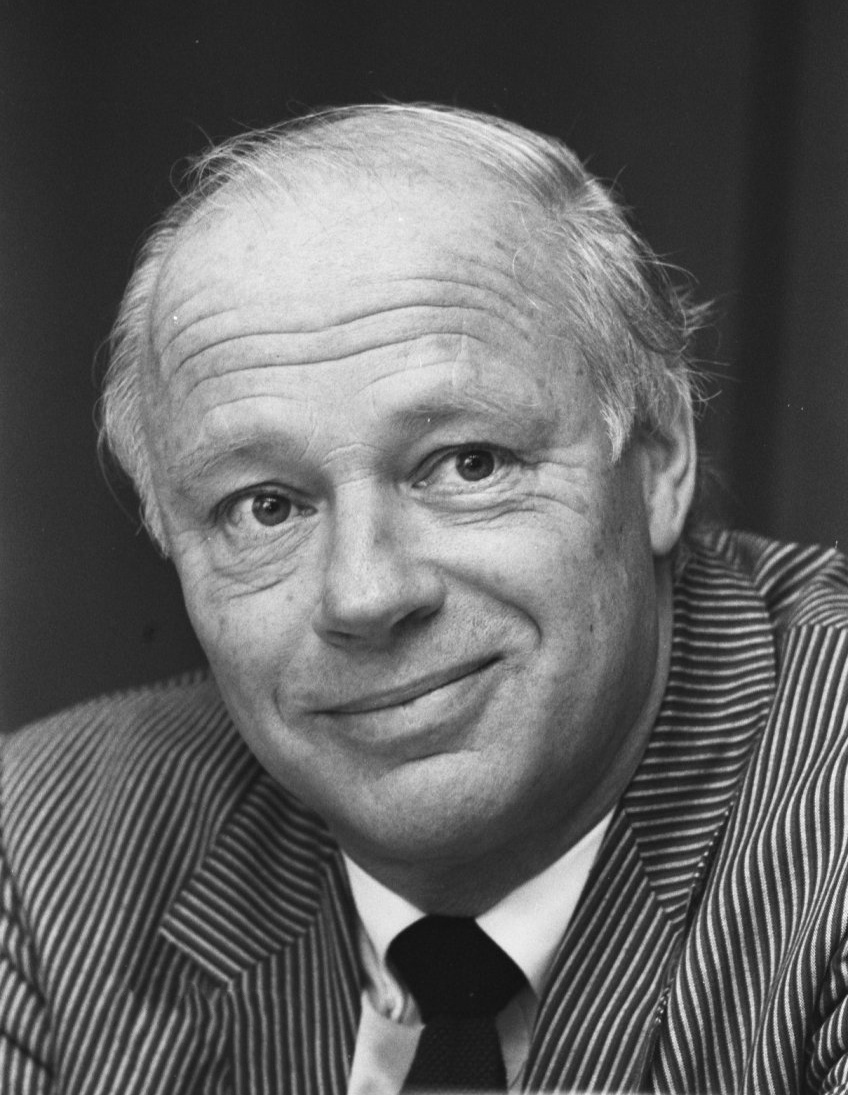
Bernard Haitink
21 oktober

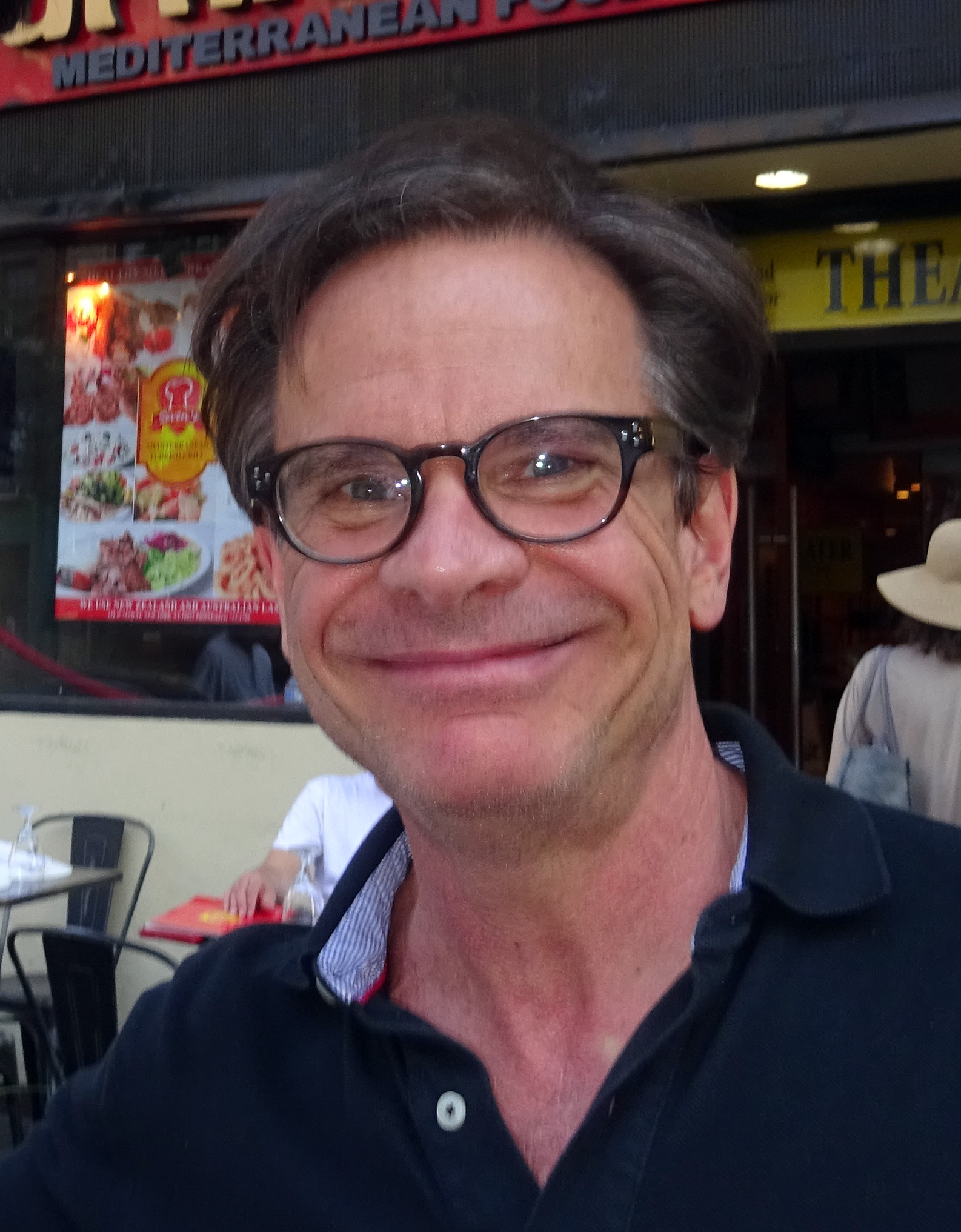
Peter Scolari
22 oktober

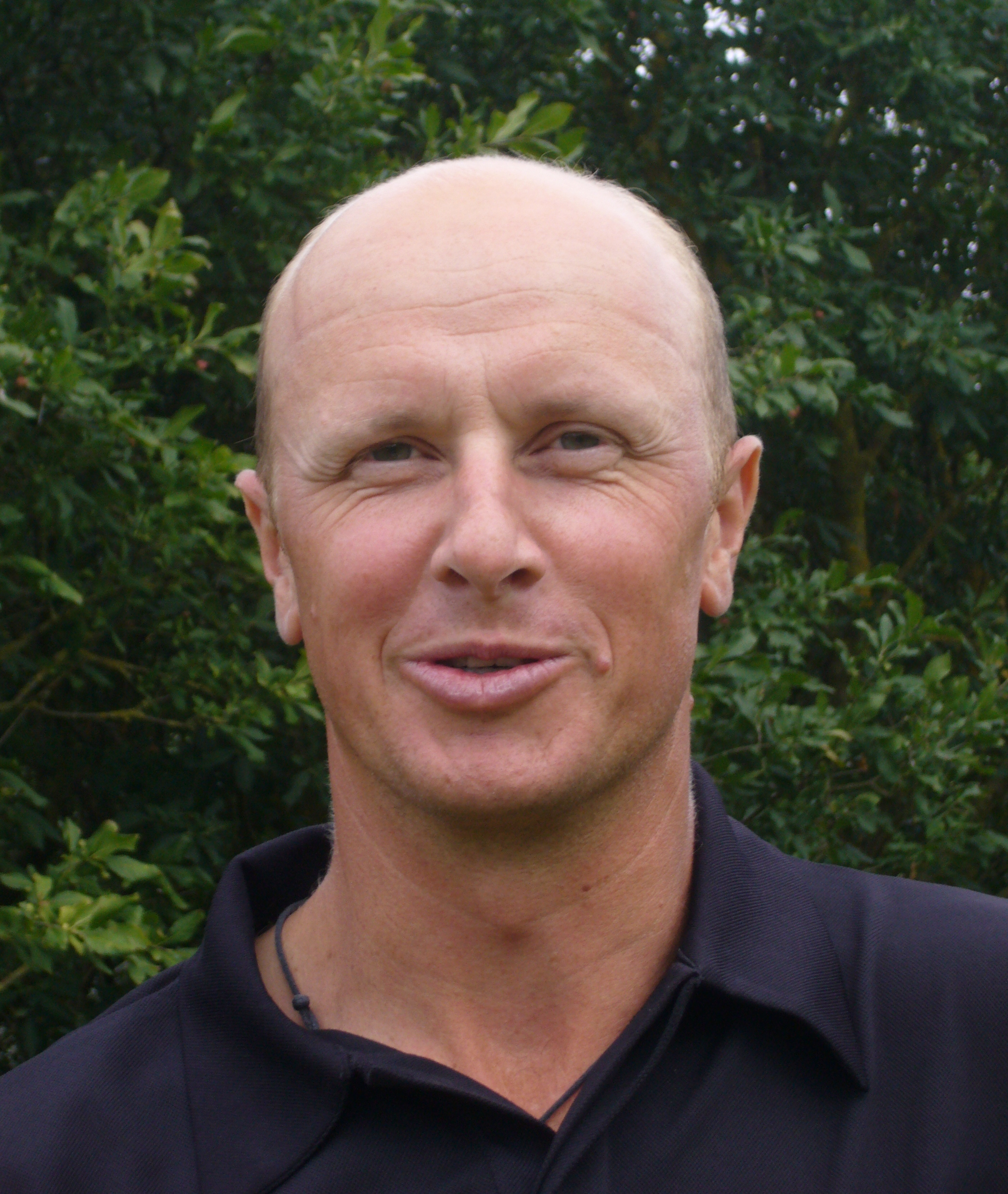
Fredrik Andersson Hed
24 oktober

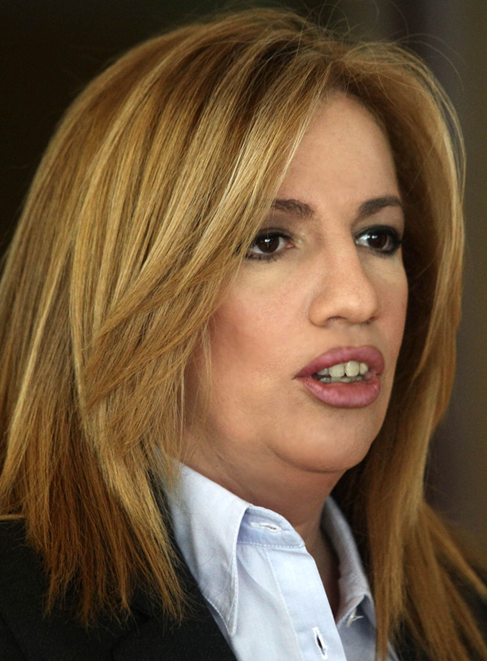
Fofi Gennimata
25 oktober

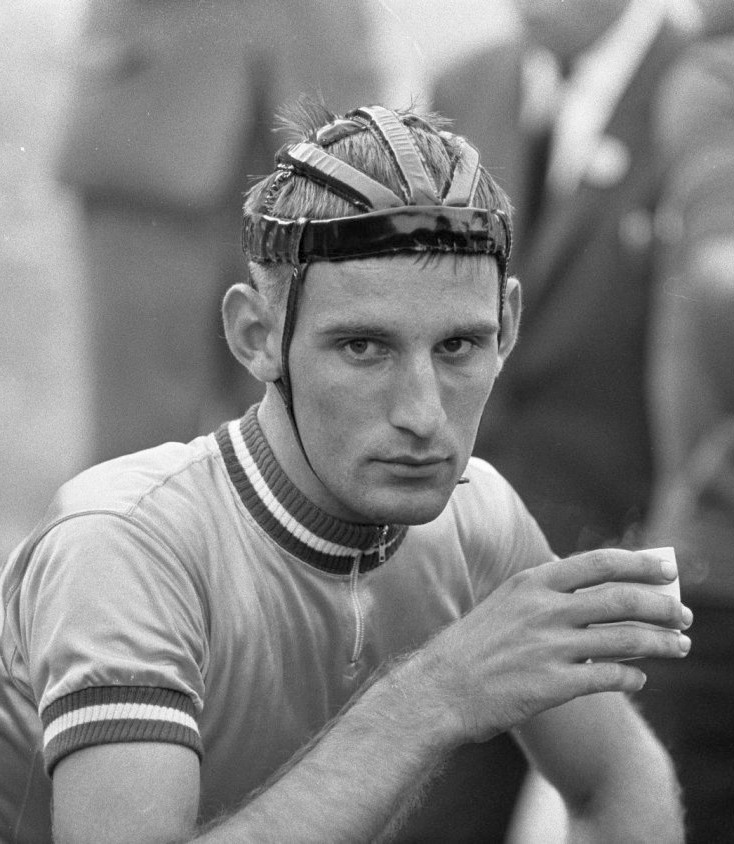
Tiemen Groen
26 oktober

| 1 | 2 | 3 | 4 | 5 | 6 | 7 | 8 | 9 | 10 | 11 | 12 | 13 | 14 | 15 | 16 | 17 | 18 | 19 | 20 | 21 | 22 | 23 | 24 | 25 | 26 | 27 | 28 | 29 | 30 | 31 |
| - | - | - | - | - | - | - | - | - | -- | -- | -- | -- | -- | -- | -- | -- | -- | -- | -- | -- | -- | -- | -- | -- | -- | -- | -- | -- | -- | -- |

### 1 oktober
- Fred Hill (81), Engels voetballer[1]
- Frank LoCascio (89), Amerikaans maffiabaas[2]
- Bob Mendes (93), Belgisch schrijver[3]
- Robin Morton (81), Brits folkmuzikant[4]
- Earle Wells (87), Nieuw-Zeelands zeiler[5]

### 2 oktober
- Richard Evans (86), Amerikaans acteur[6]
- Ioannis Paleokrassas (87), Grieks politicus[7]
- Herta Staal (91), Oostenrijks-Duits actrice[8]

### 3 oktober
- Jorge Medina Estévez (94), Chileens kardinaal[9]
- Josep Maria Forn i Costa (93), Spaans filmregisseur en acteur[10]
- Cynthia Harris (87), Amerikaans televisie- en theateractrice[11]
- Eddy Jozefzoon (83), Surinaams raadsadviseur[12]
- Marc Pilcher (53), Brits make-up- en haarartiest[13]
- Bernard Tapie (78), Frans zakenman en politicus[14]
- Lars Vilks (75), Zweeds kunstenaar[15]

### 4 oktober
- Door Steyaert (84), Belgisch politicus[16]

### 5 oktober
- Francisca Celsa dos Santos (116), Braziliaans supereeuwelinge[17]
- Robert Hosp (81), Zwitsers voetballer[18]
- Jerry Shipp (86), Amerikaans basketbalspeler[19]
- Willem Zuidwijk (87), Nederlands politicus[20]

### 6 oktober
- Tomoyasu Asaoka (59), Japans voetballer[21]
- Gerald Home (70), Brits acteur[22]
- Matti Puhakka (76), Fins politicus[23]

### 7 oktober
- James Brokenshire (53), Brits politicus[24]
- Nico van der Linden (71), Nederlands pianist en orkestleider[25]

### 8 oktober
- Johan Frinsel sr. (94), Nederlands schrijver en hulpverlener[26]
- Marina Galanou (leeftijd onbekend), Grieks transgenderactiviste[27]
- Tony MacMahon (82), Iers accordeonspeler[28]
- Grigori Sanakojev (86), Russisch schaker[29]

### 9 oktober
- Herbert Albrecht (94), Oostenrijks beeldhouwer[30]
- Abolhassan Bani Sadr (88), president van Iran[31]
- Ricarlo Flanagan (41), Amerikaans rapper, comedian, acteur[32]
- Everett Morton (71), Brits drummer[33]
- Ruud ten Wolde (29), Nederlands verslaggever[34]

### 10 oktober
- Abdul Qadir Khan (85), Pakistaans atoomgeleerde[35]
- Luis de Pablo (91), Spaans componist[36]
- Chris Pearson (25), Amerikaans realityster[37]
- Jan Ritsema (76), Nederlands theatermaker[38]
- Piet Wijnberg (63), Nederlands voetballer[39]
- Roeslan Zacharov (23), Russisch langebaanschaatser[40]

### 11 oktober
- Emiliano Aguirre (96), Spaans paleontoloog[41]
- Tony DeMarco (89), Amerikaans-Italiaans bokser[42]
- Deon Estus (65), Amerikaans muzikant en zanger[43]
- Guy van Grinsven (72), Nederlands fotograaf[44]
- Antônio Afonso de Miranda (101),   Braziliaans bisschop[45]
- Elio Pandolfi (95), Italiaans acteur[46]
- Ruthie Tompson (111), Amerikaans animatiefilmtechnicus[47]
- Wim Zaal (86), Nederlands journalist, dichter, publicist en recensent[48]

### 12 oktober
- Dragutin Čermak (77), Joegoslavisch basketballer[49]
- Paddy Moloney (83), Iers folkmuzikant[50][51]

- Geert Jan van Oldenborgh (59), Nederlands klimaatonderzoeker[52]

### 13 oktober
- Timuel Black (102), Amerikaans historicus, schrijver en hoogleraar[53]
- Gerda van den Bosch (92), Nederlands beeldhouwster[54]
- Viktor Brjoechanov (85), Russisch atoomgeleerde en politicus[55]
- Addo Stuur (68), Nederlands programmeur en computerboekenschrijver[56]
- Agnes Tirop (25), Keniaans atlete[57]
- Johannes de Vries (94), Nederlands hoogleraar en historicus[58]

### 14 oktober
- Joseph Kofi Adda (65), Ghanees politicus[59]
- Lee Wan-koo (71), Zuid-Koreaans politicus[60]

### 15 oktober
- David Amess (69), Brits politicus[61]
- Willie Garnett (85), Brits saxofonist[62]
- Reinhold Roth (68), Duits motorcoureur[63]

### 16 oktober
- Paul Blanca (62), Nederlands kunstfotograaf[64]
- Sam Bogaerts (73), Belgisch regisseur, acteur en docent[65]
- Geoffrey Chater (100), Brits acteur[66]
- Alan Hawkshaw (84), Brits componist en pianist[67][68]
- Betty Lynn (95), Amerikaans actrice[69]
- Ronnie Tutt (83), Amerikaans drummer[70]

### 17 oktober
- Anders Bodelsen (84), Deens schrijver en scenarioschrijver[71]
- Sien Diels (74), Belgisch actrice[72]

### 18 oktober
- Val Bisoglio (95), Amerikaans acteur[73]
- Ralph Carmichael (94), Amerikaans componist en songwriter[74]
- Jo-Carroll Dennison (97), Amerikaans actrice en Miss America[75]
- Edita Gruberová (74), Slowaaks sopraan[76]
- János Kornai (93), Hongaars econoom[77]
- Werner Lambersy (79), Belgisch dichter[78]
- William Lucking (80), Amerikaans acteur[79]
- Colin Powell (84), Amerikaans politicus[80]
- Lloyd "Gitsy" Willis (73), Jamaicaans sessiegitarist en songwriter[81]

### 19 oktober
- Jack Angel (90), Amerikaans acteur en stemacteur[82]
- Leslie Bricusse (90), Brits componist en tekstschrijver[83]
- Patrick Crombé (65), Belgisch beeldhouwer[84]
- Michael Falsey (92), Iers musicus en zanger[85][86]
- Willy Kemp (95), Luxemburgs wielrenner[87][88]
- Pierre Kerkhoffs (85), Nederlands voetballer[89]

### 20 oktober
- Mihály Csíkszentmihályi (87), Amerikaans-Hongaars psycholoog[90]
- Dragan Pantelić (69), Joegoslavisch voetballer[91]

### 21 oktober
- Bernard Haitink (92), Nederlands dirigent[92]
- Halyna Hutchins (42), Amerikaans cameraregisseur[93]
- Arlette Vincent (89), Belgisch presentatrice[94]

### 22 oktober
- Jay Black (82), Amerikaans zanger[95]
- Philippe Donnay (46), Belgisch econoom[96]
- Álex Quiñónez (32), Ecuadoraans atleet[97]
- Peter Scolari (66), Amerikaans acteur, filmregisseur en filmproducent[98]
- Vjatsjeslav Vedenin (80), Russisch langlaufer[99]

### 23 oktober
- Ronald Moray (57), Nederlands illusionist[100]
- Cyrille Tahay (82), Belgisch politicus[101]
- Roel Walraven (91), Nederlands politicus[102]

### 24 oktober
- Willie Cobbs (89), Amerikaans blueszanger, mondharmonicaspeler en songwriter[103][104]
- Fredrik Andersson Hed (49), Zweeds golfer[105]
- James Michael Tyler (59), Amerikaans acteur[106]
- Erna de Vries (98), Duits overlevende van de Holocaust[107]

### 25 oktober
- Fofi Gennimata (56), Grieks politica[108]
- Emilio Platti (76), Belgisch-Italiaans professor en islamkenner[109]

### 26 oktober
- Umberto Colombo (88), Italiaans voetballer[110]
- Tiemen Groen (75), Nederlands wielrenner[111]
- Liebje Hoekendijk (90), Nederlands programmamaakster en schrijfster[112]
- Rose Lee Maphis (Rose Lee Schetrompf) (98), Amerikaans countryzangeres[113]
- Roh Tae-woo (88), president van Zuid-Korea[114]
- Walter Smith (73), Schots voetballer en bondscoach[115]

### 27 oktober
- Marike Boezen (55), Nederlands hoogleraar[116]
- Herbert Curiël (93), Nederlands filmregisseur[117]
- Bernd Nickel (72), Duits voetballer[118]
- Paul Smart (78), Brits motorcoureur[119]
- Frans Vanistendael (79), Belgisch jurist en hoogleraar[120]

### 28 oktober
- Abner Linwood Holton (98), Amerikaans politicus[121]
- Camille Saviola (71), Amerikaans actrice en zangeres[122]
- Elida Tuinstra (90), Nederlands politica[123]
- Max Stahl (Max Christopher Wenner) (66), Brits journalist[124]

### 29 oktober
- Clément Mouamba (77), Congolees politicus[125]

### 30 oktober
- Ado Campeol (93), Italiaans restaurateur[126][127][128]
- Vjatsjeslav Chrynin (84), Russisch basketballer[129]
- Igor Kirillov (89), Russisch nieuwslezer[130]
- Gilberto Milani (89), Italiaans motorcoureur[131]

### 31 oktober
- Hans van Amersfoort (84), Nederlands geograaf[132]
- Vainer Aurel (89), Roemeens politicus en econoom[133]
- Dorothy Manley (94), Brits atlete[134][135]

### Datum onbekend
- Luisa Mattioli (85), Italiaans actrice[136]

januari ·
februari ·
maart ·
april ·
mei ·
juni ·
juli ·
augustus ·
september ·
oktober ·
november ·
december
1900 ·
1901 ·
1902 ·
1903 ·
1904 ·
1905 ·
1906 ·
1907 ·
1908 ·
1909 ·
1910 ·
1911 ·
1912 ·
1913 ·
1914 ·
1915 ·
1916 ·
1917 ·
1918 ·
1919 ·
1920 ·
1921 ·
1922 ·
1923 ·
1924 ·
1925 ·
1926 ·
1927 ·
1928 ·
1929 ·
1930 ·
1931 ·
1932 ·
1933 ·
1934 ·
1935 ·
1936 ·
1937 ·
1938 ·
1939 ·
1940 ·
1941 ·
1942 ·
1943 ·
1944 ·
1945 ·
1946 ·
1947 ·
1948 ·
1949 ·
1950 ·
1951 ·
1952 ·
1953 ·
1954 ·
1955 ·
1956 ·
1957 ·
1958 ·
1959 ·
1960 ·
1961 ·
1962 ·
1963 ·
1964 ·
1965 ·
1966 ·
1967 ·
1968 ·
1969 ·
1970 ·
1971 ·
1972 ·
1973 ·
1974 ·
1975 ·
1976 ·
1977 ·
1978 ·
1979 ·
1980 ·
1981 ·
1982 ·
1983 ·
1984 ·
1985 ·
1986 ·
1987 ·
1988 ·
1989 ·
1990 ·
1991 ·
1992 ·
1993 ·
1994 ·
1995 ·
1996 ·
1997 ·
1998 ·
1999 ·
2000 ·
2001 ·
2002 ·
2003 ·
2004 ·
2005 ·
2006 ·
2007 ·
2008 ·
2009 ·
2010 ·
2011 ·
2012 ·
2013 ·
2014 ·
2015 ·
2016 ·
2017 ·
2018 ·
2019 ·
2020 ·
2021 ·
2022 ·
2023 ·
2024 ·
2025